# Can Martí (mas a Tossa)
Can Martí o Mas Martí és una antiga masia al terme de Tossa de Mar (la Selva) catalogada a l'Inventari del Patrimoni Arquitectònic de Catalunya.; reformada al segle xvi i amb reformes parcials i ampliacions del XIX i XX (1980-85). Una important reforma va ampliar el sòl i el sostre de la casa i feu perdre la simetria dels elements i obertures de la façana. Als anys 80 del segle XX es va reformar i refer la teulada.
És un edifici aïllat de dues plantes, coberts de doble vessant a laterals i situat en el pendent d'un turó. La seva planta és rectangular, tot i que hi ha diversos locals afegits, originalment destinats al bestiar, a la zona de més desnivell i a manera de contraforts.
La façana consta d'un portal i tres finestres, dues d'elles al primer pis. La porta d'entrada té forma d'arc rebaixat i està emmarcada de grans blocs de pedra (granit). La llinda està formada per tres blocs arquejats. És possible que originalment la porta principal ocupés el centre de la façana. La finestra principal, situada sobre la part esquerra de la porta principal, és de llinda monolítica horitzontal, amb l'ampit treballat i amb els blocs inicials dels brancals decorats amb dos pinacles senzills. Pel que fa a les dues finestres restants, més petites, una és de permòdols i l'altra d'arc conopial de taló. A la façana lateral, del costat de llevant, hi ha una finestra emmarcada de pedra amb forma d'arc deprimit còncau. Aquesta llinda porta gravada la data de 1559, a més d'una decoració floral i una creu catòlica. A més, hi ha d'altres finestres de permòdols.
Davant de la casa, prop de la porta hi ha una estructura reduïda i baixa de pedra, reformada, que dificulta endevinar-ne l'ús original.